# نیکیتا لالوانی
نیکیتا لالوانی (انگلیسی: Nikita Lalwani)؛ (زادهٔ: ۱۹۷۳) رمان‌نویس اهل بریتانیا است.

## زندگی‌نامه
نیکیتا در ۱۹۷۳ در کوتا متولد شد. او در انگلستان در دانشگاه بریستول تحصیل کرد.
کار او به شانزده زبان ترجمه شده‌است. اولین کتاب او، نابغه (رمان)، نامزد جایزه ادبی من بوکر و جایزه ادبی کاستا شده‌است. این رمان برای اولین بار در سال ۲۰۰۷ و توسط انتشارات وایکینگ چاپ و منتشر شده‌است. در ژوئن ۲۰۰۸، لالوانی جایز دسموند الیوت را برای داستانی به دست آورد. او مبلغ ۱۰٬۰۰۰ پوند را برای مبارزان حقوق بشر اهدا کرد.
او در شمال لندن زندگی می‌کند و هم‌اکنون عضو انجمن سلطنتی ادبیات است.